# 二田哲
二田 哲（にった さとし、1956年3月26日 - ）は、日本の経営者。淀川製鋼所社長を務めている。大阪府出身。

## 経歴・人物
1980年に大阪大学基礎工学部を卒業し、同年に淀川製鋼所に入社した。2017年に常務に就任し、2018年6月には社長に就任。